# Karl Bömers

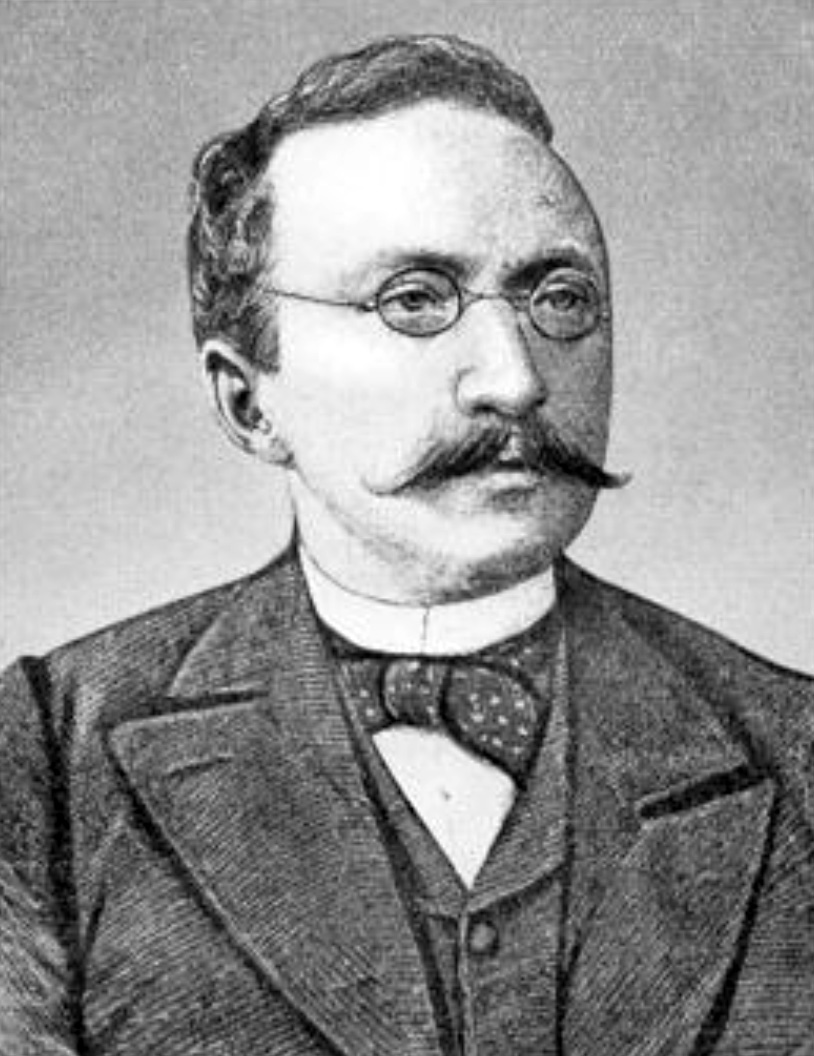
Karl Bömers

Karl Wilhelm Theodor Bömers (* 17. Juni 1848 in Blomberg; † 3. August 1888 in Hann. Münden (abweichende Angabe: Bückeburg)) war ein deutscher Schriftsteller.

## Leben
Karl Bömers wurde als fünftes und jüngstes Kind des Fürstlich-lippischen Amtsrats und Patrimonialrichters Karl Bömers und dessen Ehefrau Emmy geborene Aprath in Blomberg (Lippe) geboren. Von 1863 an besuchte er das Gymnasium in Detmold. Von 1868 bis 1871 studierte er Rechtswissenschaft in Tübingen, Leipzig und Göttingen. Das juristische Staatsexamen bestand er in Detmold und wurde danach Auditor in Horn (Lippe). 1872 wechselte er in den Schaumburg-lippischen Staatsdienst, wo er nach Tätigkeiten in Hagenburg und Stadthagen bis zu seinem Tode Landrichter in Bückeburg war. Er starb bei einem Besuch bei seiner Schwester in Hann. Münden.

## Werk
Bömers verfasste Gedichte und Novellen sowie einen Roman. Sie behandeln vorwiegend historische Stoffe aus verschiedenen Epochen und spielen meist in der näheren ostwestfälisch-niedersächsischen Heimat des Schriftstellers. Ein Kuriosum besonderer Art stellt das Repetitorium der römischen und deutschen Rechtsgeschichte in Hexametern dar.
- 1871/72: Repetitorium der römischen und deutschen Rechtsgeschichte in Hexametern (Verlag Ellissen, Göttingen)
- 1872: Haideblume, Erzählung
- 1881: Fahrtgeschichten, Gedichte (2. Aufl. 1884)
- 1882: Gesühnte Schuld, Novelle
- 1883: Felix Fidelis, Novelle
- 1885: Die Herlinge, Novelle
- 1886: Ibika
- 1886: Vrischemai
- 1886: Die Glocken von Altena
- 1887: Gepa, Roman (2 Bände)
- 1887: Der Waldrabe, Novelle

Eine Sammlung von sechs Novellen ist 1889 unter dem Titel Eiserne Zeit in der Meyer’schen Hofbuchhandlung in Detmold erschienen.